# Oued Koriche
Oued Koriche là một đô thị thuộc tỉnh Alger, Algérie. Dân số thời điểm năm 2002 là 53.378 người.